# Aleksej Alipov
Aleksej Aleksandrovič Alipov (in russo Алексей Александрович Алипов?; Mosca, 7 agosto 1975) è un tiratore a volo russo.

## Palmarès

### Olimpiadi
- 2 medaglie:
  - 1 oro (Atene 2004 nel trap)
  - 1 bronzo (Pechino 2008 nel trap)

### Giochi europei
- 2 medaglie:
  - 1 oro (Baku 2015 nel trap)
  - 1 argento (Baku 2015 nel trap misto)

### Mondiali
- 1 medaglia:
  - 1 bronzo (Lima 2013 nel trap maschile)